# Zé Aldemir
José Aldemir Meireles de Almeida (Cajazeiras, 13 de janeiro de 1946), conhecido por Zé Aldemir, é um médico e político brasileiro, filiado ao Progressistas (PP). Já foi deputado federal por um mandato (1995-1999) e deputado estadual da Paraíba por três vezes (de 1983 até 1984, de 1987 até 1994 por dois mandatos consecutivos e de 2003 até 2016 por quatro mandatos consecutivos). É o atual prefeito da cidade de Cajazeiras, eleito para o mandato de 2017-2020 e reeleito para o mandato 2021-2024.

## Biografia
Nascido em Cajazeiras, filho de Amelino Ferreira de Almeida e Aldenir Meireles de Almeida, estudou os seus primeiros anos de formação escolar na sua cidade natal no Grupo Escolar Monsenhor Milanez, Seminário Nossa Senhora da Assunção e Colégio Diocesano Padre Rolim. Ao chegar no ensino médio, foi estudar no Colégio Lins de Vasconcelos, em João Pessoa, e no Colégio Carneiro Leão, em Recife.
Formou-se em Medicina pela Universidade Federal da Paraíba em 1971, fez sua residência médica em Angiologia e Cirurgia Vascular Periférica na USP em São Paulo no ano de 1974, foi Professor Assistente da Faculdade de Medicina da UFPB, Médico do Ministério da Saúde, do INSS e membro do Departamento de Cirurgia Vascular Periférica do Hospital Samaritano de João Pessoa. Casou-se com a médica Paula Francinete Lacerda Cavalcanti de Almeida.
Começou sua carreira política pelo PMDB, no qual filiou-se em 1982, sendo eleito para a suplência de deputado estadual e chegando a assumir a legislatura por um ano entre 1983 e 1984. Em 15 de novembro de 1986 foi eleito deputado estadual constituinte com 15.518 votos para a legislatura de 1987 a 1990, sendo reeleito para o cargo de deputado estadual em 03 de outubro de 1990 com 9.613 votos para a legislatura de 1991 a 1994.
Em 1993 foi condecorado com o Título de Cidadão Triunfense pela Câmara Municipal da cidade de Triunfo, PB. Nas eleições gerais realizadas no dia 03 de outubro de 1994 foi eleito deputado federal com 32.657 votos para a legislatura de 1995 a 1999. Em 2002 filiou-se ao PSB voltou a concorrer ao cargo de deputado estadual, sendo eleito com 19.359 votos e reeleito mais três vezes consecutivas, nos anos de 2006, 2010 e 2014. Durante suas campanhas, José trocou de partido mais três vezes, filiando-se ao PFL em 2006, migrando para o DEM em 2007 com a dissolução do seu antigo partido e filiando-se ao PEN em 2014.
Como Deputado Estadual foi primeiro secretário da mesa diretora, presidente da Comissão de Saúde, membro da Comissão de Educação e Cultura, Vice-Presidente da Comissão de Defesa da Cidadania, da Criança e do Adolescente, dentre diversas outros cargos. Já no seu mandato de Deputado Federal, foi membro titular da Comissão Permanente de Seguridade Social e Família da Câmara Federal.
Em 2016, José Aldemir trocou novamente de partido, dessa vez filiando-se ao PP onde disputou, nas Eleições Municipais de 2016, o cargo de prefeito da cidade de Cajazeiras. Ele concorreu contra a prefeita Denise Albuquerque (PSB) e Antonio Gobira (PSOL). Zé foi eleito com 16.926 votos, 49,70% dos votos válidos, seguido por Denise com 15.839 votos e Antonio Gobira com 1.290 votos, 46,51% e 3,79% dos votos válidos respectivamente.
No ano de 2020 Aldemir disputou a reeleição. Ele concorreu novamente contra Denise Albuquerque (CIDADANIA) e Marquinhos Campos (PSB). José foi reeleito com 16.416 votos, 48,08% dos votos válidos, seguido por Denise com 12.688 votos e Marquinhos Campos com 5.036 votos, 37,16% e 14,75% dos votos válidos respectivamente.

## Carreira política
- 1982: Filiou-se ao PMDB e foi eleito para a suplência de Deputado Estadual.
- 1983: Assume como Deputado estadual.
- 1986: Eleito Deputado Estadual Constituinte com 15.518 votos.
- 1990: Eleito Deputado Estadual com 9.613 votos.
- 1994: Eleito Deputado Federal com 32.657 votos.
- 2002: Desfiliou-se do PMDB, ingressou para o PSB e foi eleito deputado estadual com 19.359 votos.
- 2006: Desfiliou-se do PSB, ingressou para o PFL e foi reeleito deputado estadual com 31.233 votos.
- 2007: Desfiliou-se do PFL e ingressou para o DEM.
- 2010: Reeleito deputado estadual com 32.814 votos.
- 2014: Desfiliou-se do DEM, ingressou para o PEN e foi reeleito deputado estadual com 39.310 votos.
- 2016: Desfiliou-se do PEN, ingressou para o PP e foi eleito prefeito de Cajazeiras com 16.926 votos.
- 2020: Concorreu a reeleição do cargo de prefeito de Cajazeiras e foi reeleito com 16.416 votos.